# أندريو غيراو مايورال
اندريو غيراو مايورال (بالإسبانية: Andreu Guerao) (17 يونيو 1983 ببرشلونة في إسبانيا - ) هو لاعب كرة قدم إسباني في مركز الوسط. لعب مع بولونيا وارسو وراسينغ سانتاندير وريال سبورتينغ خيخون وليخيا غدانسك ونادي أوكلاند سيتي ونادي برشلونة ب ونادي برشلونة ج ونادي برشلونة ونادي دينامو تبليسي ونادي وسترن سيدني واندررز وAtlético Malagueño ‏.

## روابط خارجية
- أندريو غيراو مايورال على موقع الاتحاد الدولي (مؤرشف)  (الإنجليزية)
- أندريو غيراو مايورال على موقع قاعدة بيانات كرة القدم.إي يو (الإنجليزية)
- أندريو غيراو مايورال على موقع Soccerway.com (الإنجليزية)
- أندريو غيراو مايورال على موقع AS.com (الإسبانية)